# 続律疏部 (大正蔵)
続律疏部（ぞくりつしょぶ）とは、大正新脩大蔵経において、日本における律に関する註釈書をまとめた領域のこと。
『梵網経』に関するものが2つ、『四分律』に関するものが1つの計3書で構成されている。
第26番目の部であり、収録されている典籍ナンバーは2246から2248まで。巻数では第62巻に相当する。

## 構成

### 巻別
- 続律疏部 第62巻 - No.2246-2248

### 詳細
続律疏部 第62巻 - No.2246-2248
- 2246.『梵網経開題』
- 2247.『梵網戒本疏日珠鈔』
- 2248.『資行鈔』